# Antonio Galli da Bibbiena

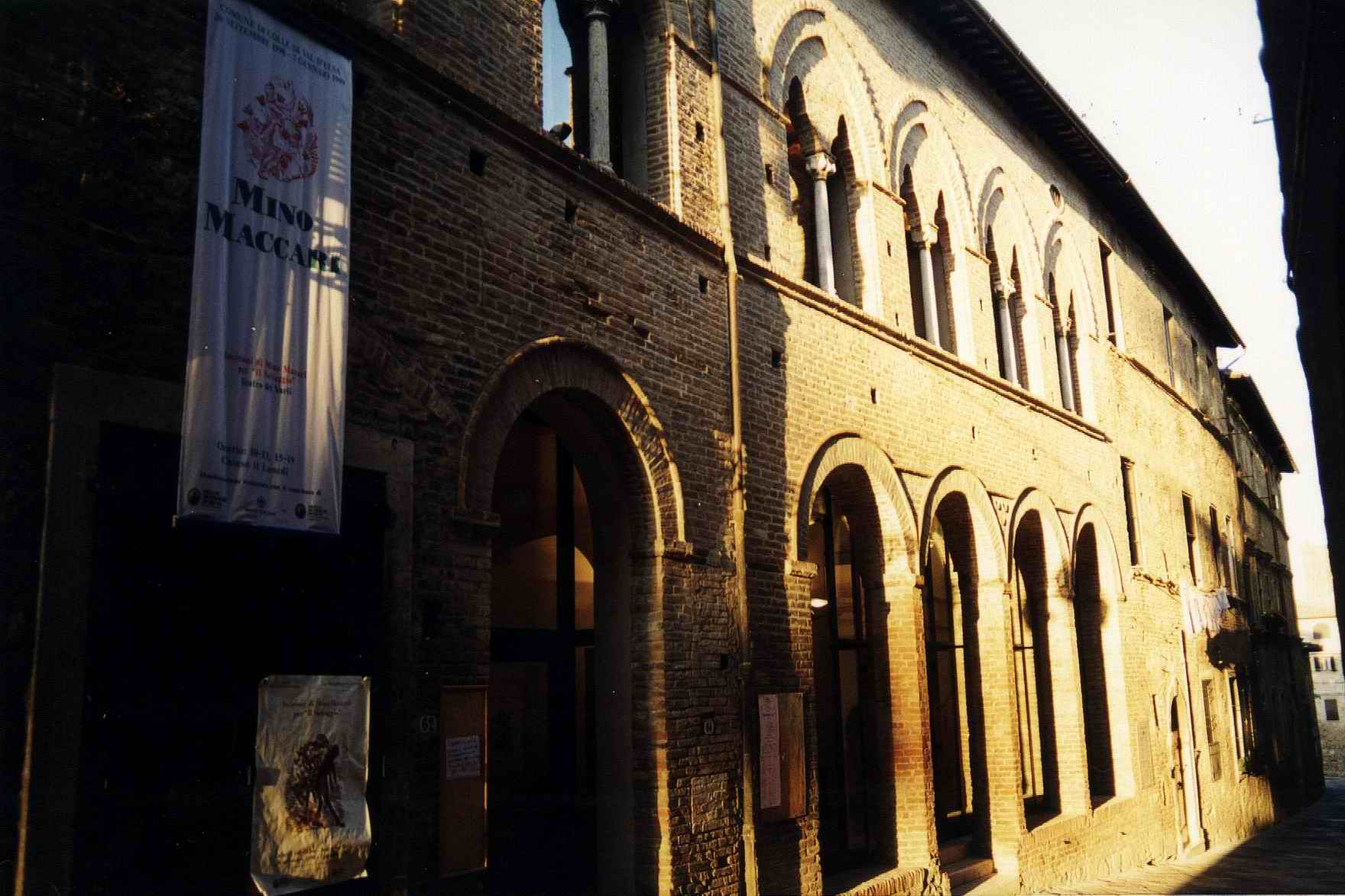
El teatro dei varii', obra de Antonio de Bibbiena.

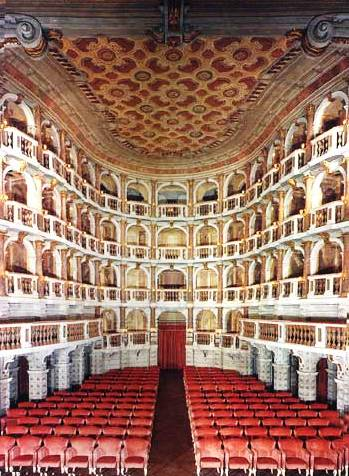
Platea del Teatro Scientifico de Mantua.

Antonio Galli da Bibbiena (Parma, 1 de enero de 1697 – Milán el 28 de enero de 1774) fue un arquitecto barroco, tratadista y escenógrafo italiano. Es hijo del también arquitecto Ferdinando Galli da Bibbiena (1657–1743).

## Biografía
Durante algún tiempo de su carrera inicial transcurre entre Barcelona y Viena. Una de sus primeras obras es la construcción del edificio de Teatro de la ciudad de Fano (Italia), denominado Teatro della Fortuna. Con esta edificación comenzó a realizar sus obras de escenografía. Dos de sus obras más representativas son el Teatro Bibbiena y Teatro Fraschini. Construido en un edificio de Ferrante I Gonzaga, conde de Guastalla. Su hijo Cesare I Gonzaga fundó en 1562, la Accademia degli Invaghiti y luego la Accademia dei Timidi.